# Christian Manen

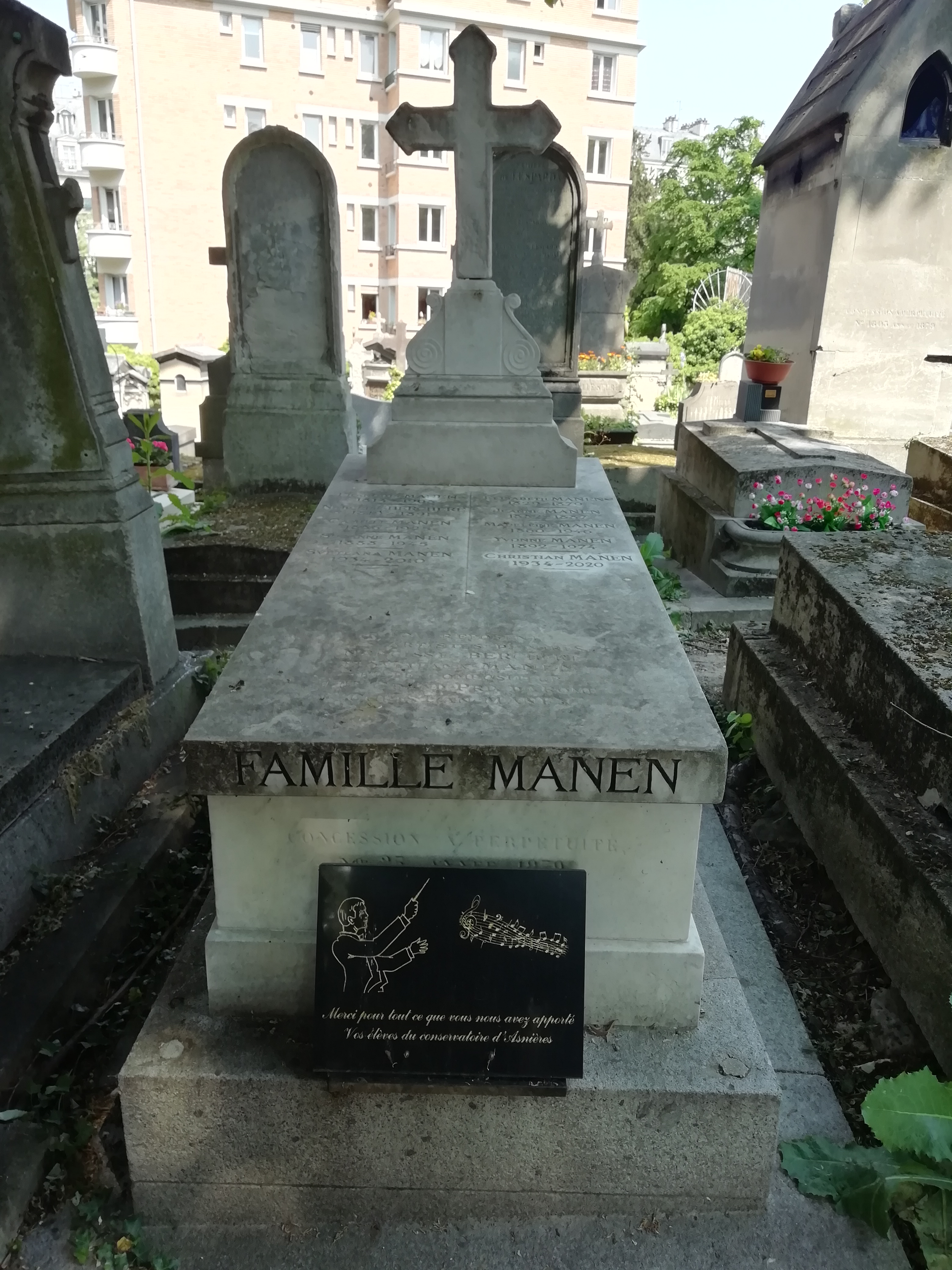

Christian Manen (Boulogne-Billancourt, 3 luglio 1937 – Trie-Château, 11 settembre 2020) è stato un compositore e direttore d'orchestra francese.

## Biografia
Ha cominciato gli studi musicali a Nizza proseguendoli poi al Conservatoire national supérieur de musique et de danse de Paris  dove ha conseguito 8 diplomi. Nel 1961 l'Accademia delle Belle Arti gli conferisce il Premier Grand Prix de Rome per la Composizione musicale, soggiornando quindi a Roma alla Villa Medici (nella stessa dimora che fu di Claude Debussy e con il suo stesso pianoforte) fino al 1965. È stato professore dal 1954 al 1999 al Conservatoire de Musique et de Danse di Asnières e dal 1965 al 1999 al Conservatoire National Supérieur de Musique et de Danse di Parigi. Inoltre ha insegnato al Conservatoire Supérieur (CRR) di Parigi e in varie scuole e associazioni il solfeggio, l'armonia, il contrappunto, la fuga, la composizione, il pianoforte, l'organo e la direzione d'orchestra. Dal 1985 è stato titolare dei corsi all'Accademia Internazionale Estiva di Nizza e alla Schola Cantorum di Parigi. All'estero ha tenuto Master Classes in vari paesi come Croazia e Marocco . Ha diretto per 45 anni il Conservatorio di Asnières ed è stato direttore del Concours International de Musique et d'Art Dramatique “Léopold-Bellan”.
Ha diretto molte orchestre in tutto il mondo, fra cui l'Orchestra Nazionale Turca a Istanbul. Fino al 1999 ha diretto l'Orchestra dei Cadetti di Asnières, che aveva fondato nel 1970 e con la quale ha offerto 98 concerti a Parigi, in provincia, in Inghilterra, in Belgio, in Germania, in Italia, in Austria, in Danimarca, in Polonia e negli Stati Uniti.
Fra le numerose onorificenze ricevute spiccano la Médaille d'Or della Città di Asnières e la Médaille de Vermeil della Città di Parigi.
È stato Presidente Onorario e Presidente della Giuria per la Composition musicale al TIM - Torneo Internazionale di Musica.